# Erbaşlar, Adaklı
Erbaşlar là một xã thuộc huyện Adaklı, tỉnh Bingöl, Thổ Nhĩ Kỳ. Dân số thời điểm năm 2010 là 152 người.